# NGC 1113
NGC 1113 је појединачна звезда у сазвежђу Ован која се налази на NGC листи објеката дубоког неба.
Деклинација објекта је + 13° 18' 27" а ректасцензија 2h 49m 4,6s. Привидна величина (магнитуда) објекта NGC 1113 износи 13,9 а фотографска магнитуда 15,2.